# William de Braose (Bischof)
William de Braose († 1287) war ein anglo-walisischer Geistlicher. Ab 1266 war er Bischof von Llandaff.

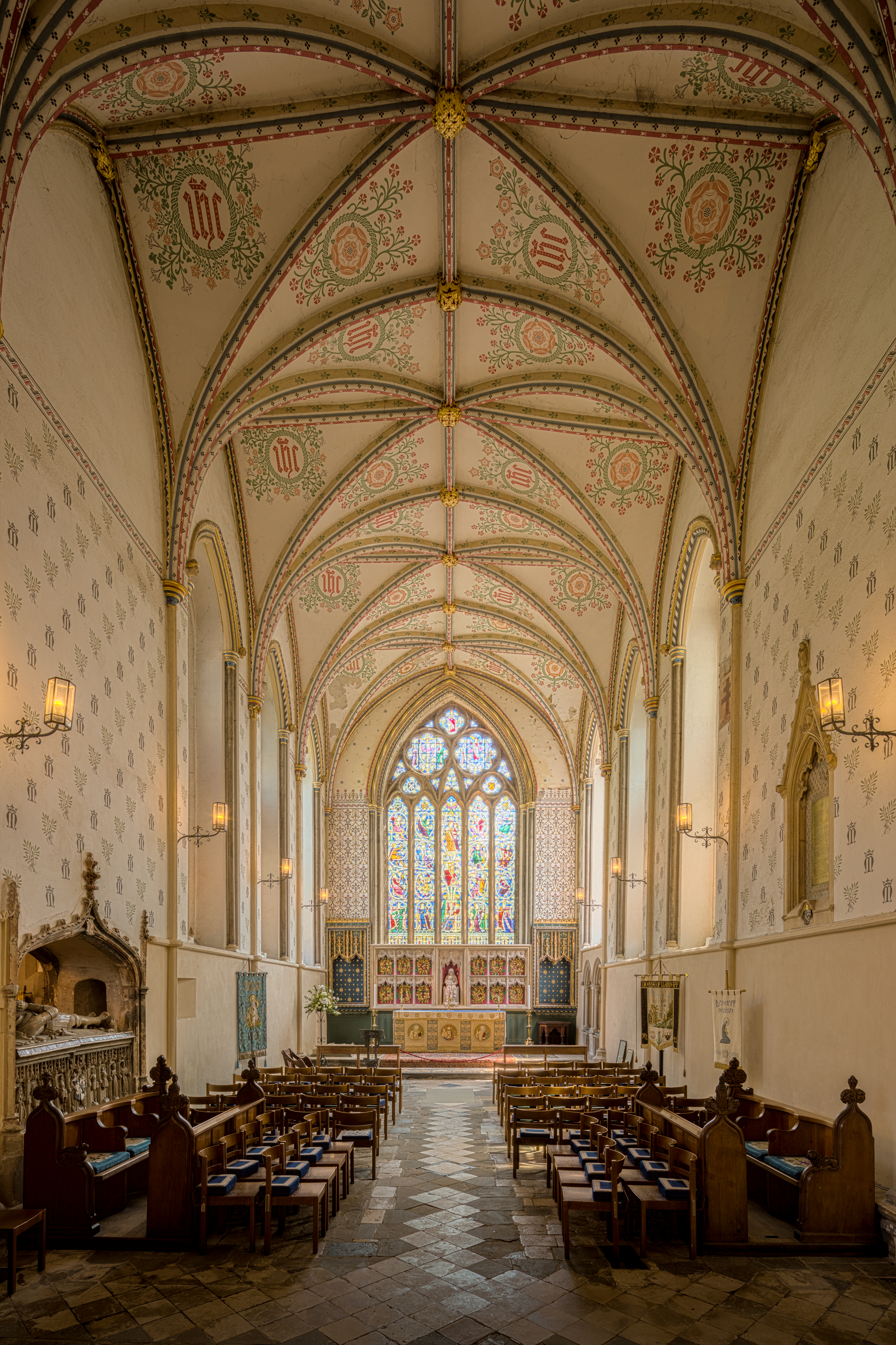
Die unter Braose errichtete Lady Chapel der Kathedrale von Llandaff

William de Braose entstammte der anglonormannischen Familie Braose, wobei seine genaue Abstammung nicht geklärt ist. Er war Kanoniker an der Kathedrale von Llandaff, als er im April 1266 unangefochten vom Kathedralkapitel zum neuen Bischof gewählt wurde. Im Mai 1266 wurde er zum Bischof der Diözese Llandaff geweiht. Über seine Tätigkeit als Bischof ist nur wenig bekannt. In Llandaff ließ vermutlich den Bischofspalast erbauen. An den Chorraum der Kathedrale ließ er die Lady Chapel anbauen, wo er auch begraben wurde.
Nach seinem Tod wollte König Eduard I. die Temporalien der Diözese in seine Verwaltung nehmen, die jedoch bereits von den Marcher Lords Roger Bigod, Humphrey de Bohun, William de Braose, Gilbert de Clare und Edmund of Lancaster in Besitz genommen waren. Der König zwang die Barone jedoch, ihm die Temporalien zu übergeben. Nur Gilbert de Clare begann einen langen Rechtsstreit mit dem König, der erst 1290 zugunsten des Königs entschieden wurde. Nach Braoses Tod blieb die Diözese Llandaff mehrere Jahre vakant. Erst im Frühjahr 1294 wurde ein neuer Bischof von Llandaff gewählt, der erst 1297 vom Papst anerkannt wurde.